# Pierwszy rząd Stanleya Baldwina

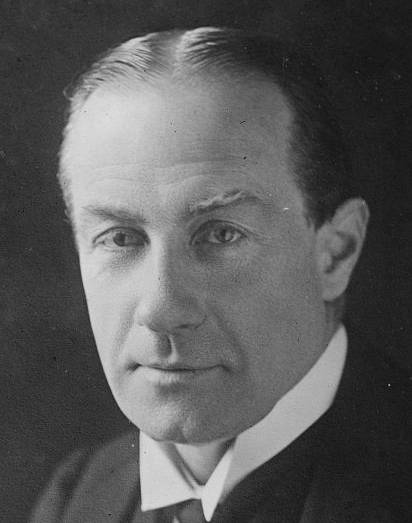
Stanley Baldwin, premier, pierwszy lord skarbu, przewodniczący Izby Gmin, kanclerz skarbu

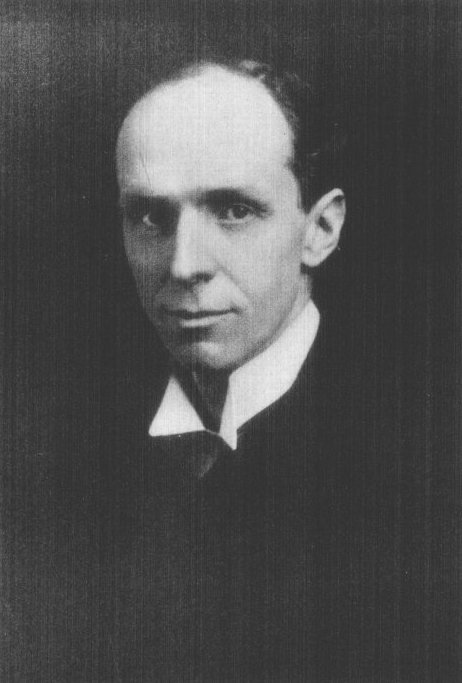
Lord Robert Cecil, lord tajnej pieczęci

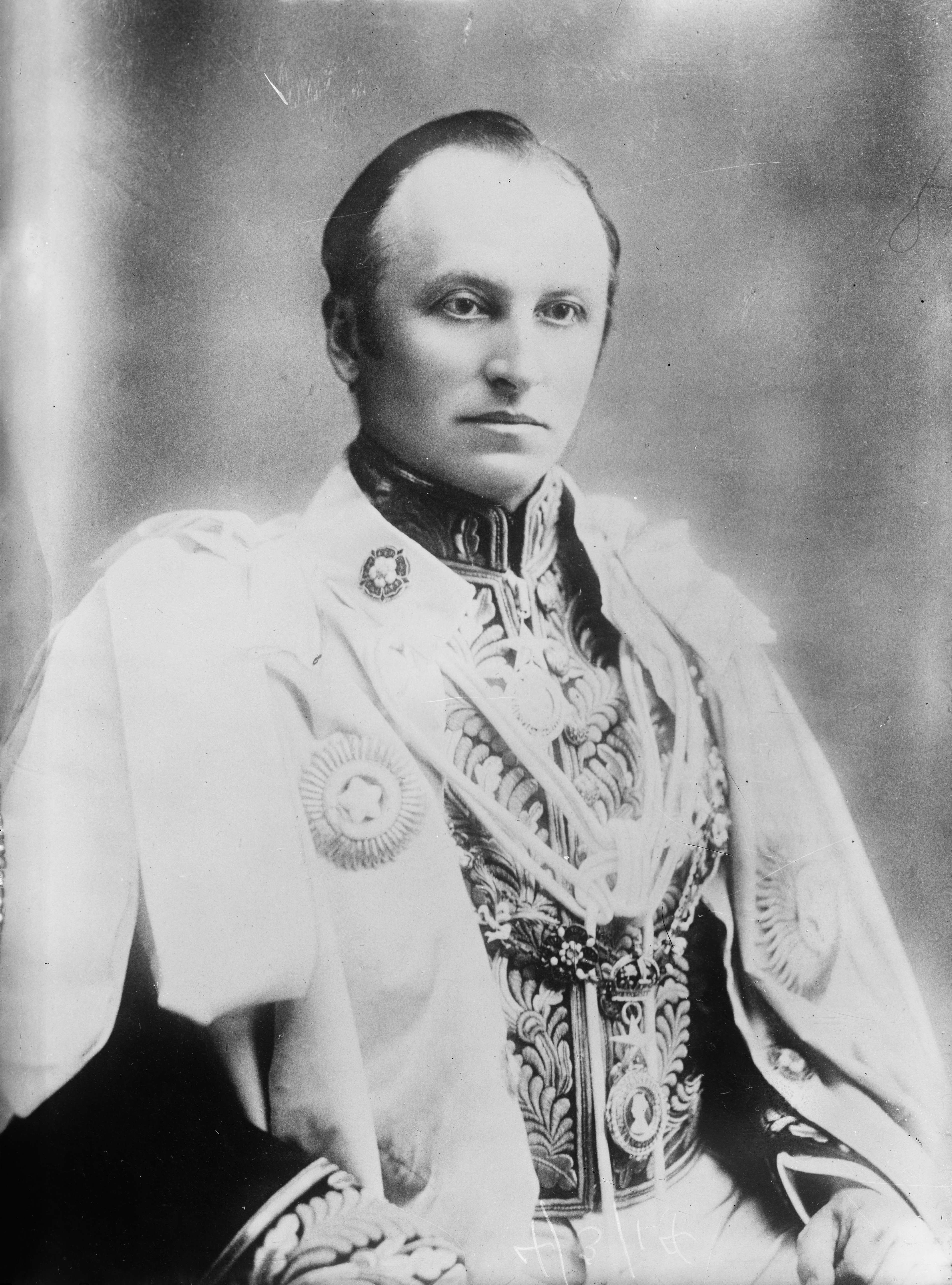
Markiz Curzon of Kedleston, minister spraw zagranicznych, przewodniczący Izby Lordów

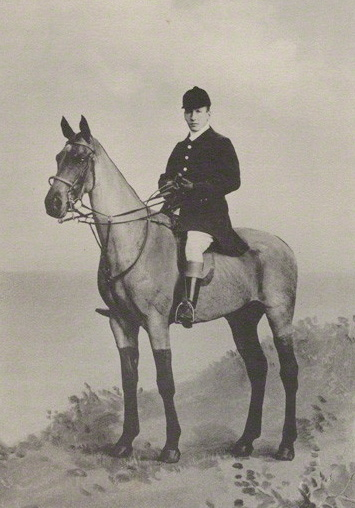
Robert Sanders, minister rolnictwa i rybołówstwa

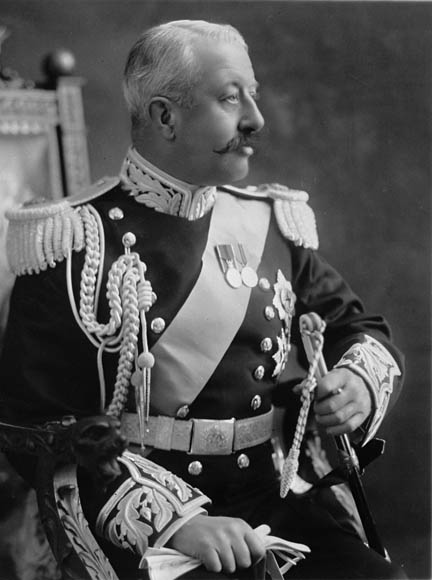
Książę Devonshire, minister ds. kolonii

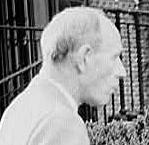
Edward Wood, przewodniczący Rady Edukacji

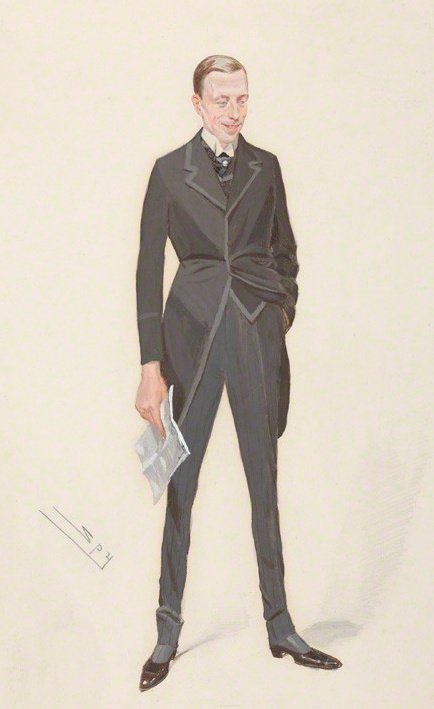
Hrabia Winterton, podsekretarz stanu w ministerstwie ds. Indii

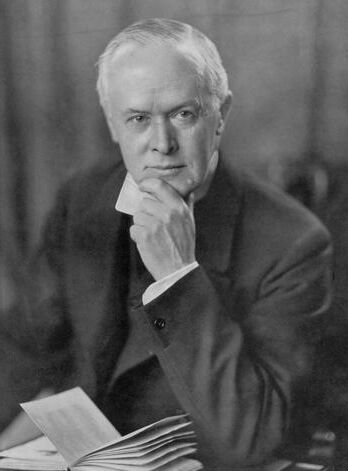
Wicehrabia Novar, minister ds. Szkocji

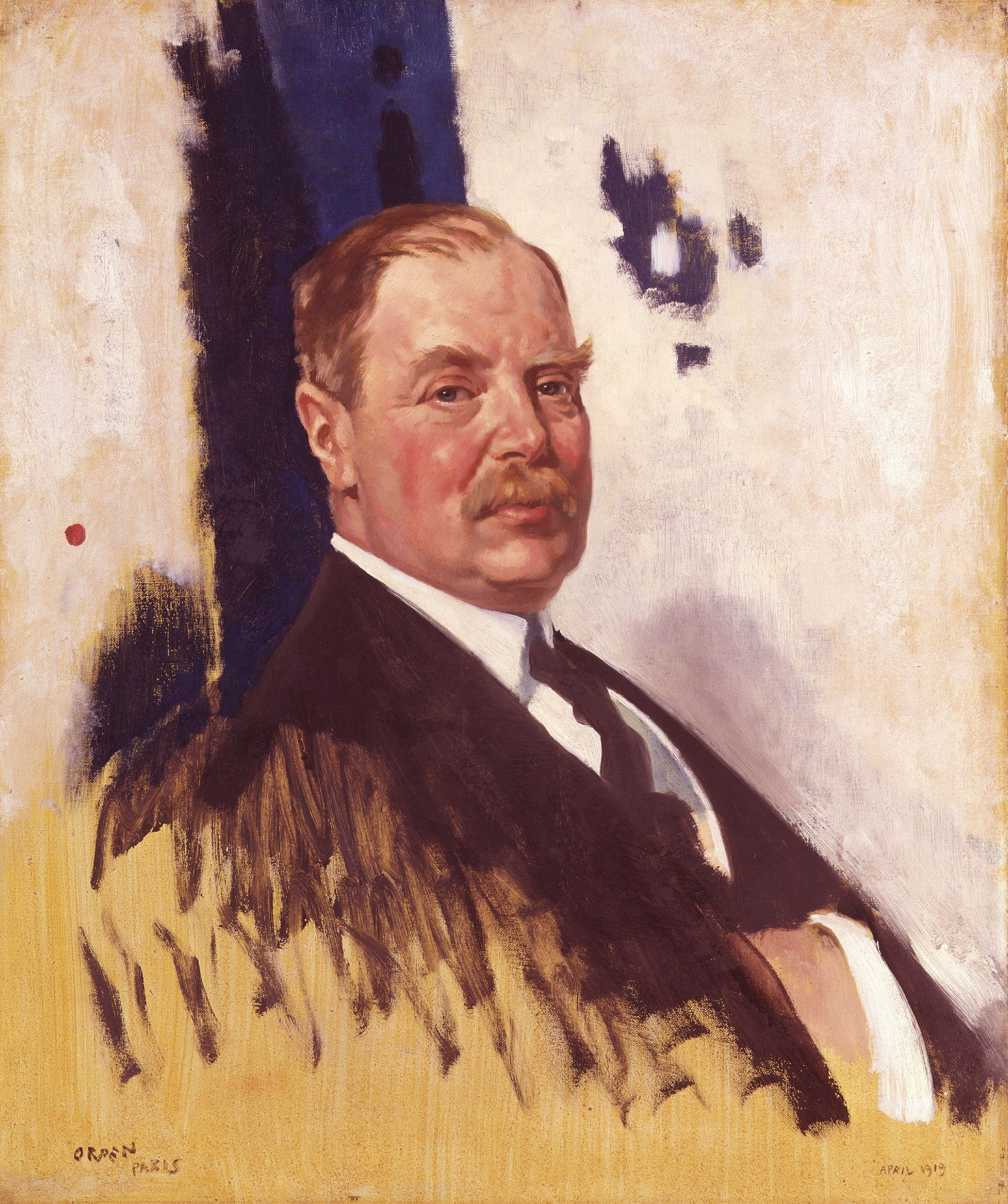
Hrabia Derby, minister wojny

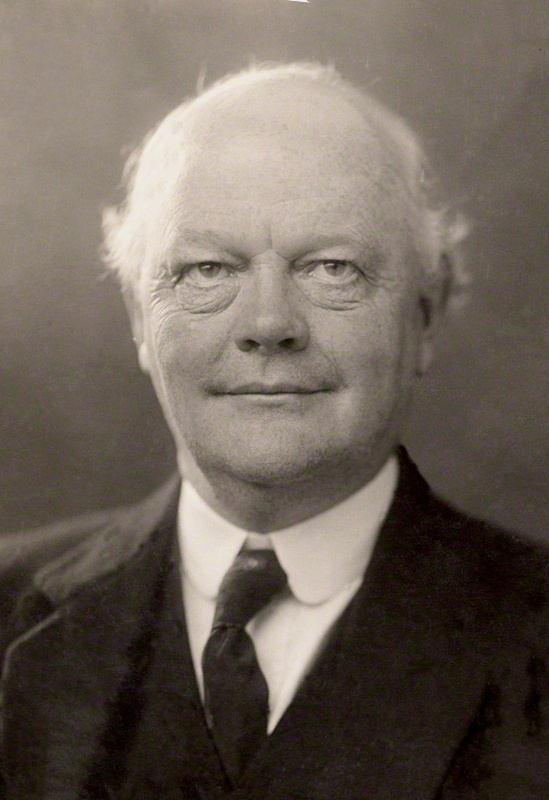
Douglas Hogg, prokurator generalny

Pierwszy rząd Stanleya Baldwina – rząd Partii Konserwatywnej pod przewodnictwem Stanleya Baldwina powstał 22 maja 1923 i przetrwał do 22 stycznia 1924.
Członków ścisłego gabinetu wyróżniono tłustym drukiem.

## Skład rządu
| Urząd                                                           | Imię i nazwisko | Kadencja       |
| --------------------------------------------------------------- | --- | -------------- |
| Premier Pierwszy lord skarbu Przewodniczący Izby Gmin           | Stanley Baldwin | 1924           |
|                                                                 | |                |
| Kanclerz skarbu                                                 | Stanley Baldwin Neville Chamberlain | 1923 1924      |
| Finansowy sekretarz skarbu                                      | William Joynson-Hicks Walter Guinness | 1923 1924      |
| Parlamentarny sekretarz skarbu                                  | Leslie Orme Wilson Bolton Eyres-Monsell | 1923 1924      |
| Młodsi lordowie skarbu                                          | Douglas King George Hennessy William Cope Patrick Ford John Gilmour | 1924 1923 1924 |
| Lord kanclerz                                                   | George Cave | 1924           |
| Lord przewodniczący Rady                                        | James Gascoyne-Cecil, 4. markiz Salisbury | 1924           |
| Lord tajnej pieczęci                                            | lord Robert Cecil | 1924           |
| Minister spraw zagranicznych Przewodniczący Izby Lordów         | George Curzon, 1. markiz Curzon of Kedleston | 1924           |
| Podsekretarz stanu w ministerstwie spraw zagranicznych          | Ronald McNeill | 1924           |
| Minister spraw wewnętrznych                                     | William Bridgeman | 1924           |
| Podsekretarz stanu w ministerstwie spraw wewnętrznych           | Godfrey Locker-Lampson | 1924           |
| Pierwszy lord Admiralicji                                       | Leo Amery | 1924           |
| Parlamentarny i finansowy sekretarz przy Admiralicji            | Archibald Boyd-Carpenter | 1924           |
| Cywilny lord Admiralicji                                        | Victor Hope, 2. markiz Linlithgow | 1924           |
| Minister rolnictwa i rybołówstwa                                | Robert Sanders | 1924           |
| Parlamentarny sekretarz w ministerstwie rolnictwa i rybołówstwa | Gilbert Heathcote-Drummond-Willoughby, 2. hrabia Ancaster | 1924           |
| Minister lotnictwa                                              | Samuel Hoare | 1924           |
| Podsekretarz stanu w ministerstwie lotnictwa                    | George Sutherland-Leveson-Gower, 5. książę Sutherland | 1924           |
| Minister ds. kolonii                                            | Victor Cavendish, 9. książę Devonshire | 1924           |
| Podsekretarz stanu w ministerstwie ds. kolonii                  | William Ormsby-Gore | 1924           |
| Przewodniczący Rady Edukacji                                    | Edward Wood | 1924           |
| Parlamentarny sekretarz przy Radzie Edukacji                    | Richard Onslow, 5. hrabia Onslow | 1924           |
| Minister zdrowia                                                | Neville Chamberlain William Joynson-Hicks | 1923 1924      |
| Parlamentarny sekretarz w ministerstwie zdrowia                 | lord Eustace Percy | 1924           |
| Minister ds. Indii                                              | William Peel, 2. wicehrabia Peel | 1924           |
| Podsekretarz stanu w ministerstwie ds. Indii                    | Edward Turnour, 6. hrabia Winterton | 1924           |
| Minister pracy                                                  | Anderson Montague-Barlow | 1924           |
| Parlamentarny sekretarz w ministerstwie pracy                   | Henry Betterton | 1924           |
| Kanclerz Księstwa Lancaster                                     | John Davidson | 1924           |
| Paymaster-General                                               | Archibald Boyd-Carpenter | 1924           |
| Minister emerytur                                               | George Tryon | 1924           |
| Parlamentarny sekretarz w ministerstwie emerytur                | Charles Curtis Craig | 1924           |
| Poczmistrz generalny                                            | Laming Worthington-Evans | 1924           |
| Minister ds. Szkocji                                            | Ronald Munro-Ferguson, 1. wicehrabia Novar | 1924           |
| Parlamentarny sekretarz w ministerstwie ds. Szkocji             | Walter Elliot | 1924           |
| Przewodniczący Zarządu Handlu                                   | Philip Lloyd-Greame | 1924           |
| Parlamentarny sekretarz przy Zarządzie Handlu                   | Roundell Palmer, wicehrabia Wolmer | 1924           |
| Sekretarz handlu zamorskiego                                    | Albert Buckley | 1923           |
| Sekretarz ds. kopalń                                            | George Lane-Fox | 1924           |
| Minister transportu                                             | John Baird | 1924           |
| Parlamentarny sekretarz w ministerstwie transportu              | Wilfrid Ashley John Moore-Brabazon | 1923 1924      |
| Minister wojny                                                  | Edward Stanley, 17. hrabia Derby | 1924           |
| Podsekretarz stanu w ministerstwie wojny                        | Walter Guinness Wilfrid Ashley | 1923 1924      |
| Finansowy sekretarz w ministerstwie wojny                       | Rupert Gwynne | 1924           |
| Pierwszy komisarz ds. prac publicznych                          | John Baird | 1924           |
| Prokurator generalny                                            | Douglas Hogg | 1924           |
| Radca generalny Anglii i Walii                                  | Thomas Inskip | 1924           |
| Lord adwokat                                                    | William Watson | 1924           |
| Radca generalny Szkocji                                         | Frederick Thomson | 1924           |
| Lord steward                                                    | Anthony Ashley-Cooper, 9. hrabia Shaftesbury | 1924           |
| Lord szambelan                                                  | Rowland Baring, 2. hrabia Cromer | 1924           |
| Wiceszambelan Dworu Królewskiego                                | Douglas Hacking | 1924           |
| Skarbnik Dworu Królewskiego                                     | George Gibbs | 1924           |
| Kontroler Dworu Królewskiego                                    | Harry Barnston | 1924           |
| Koniuszy królewski                                              | Thomas Thynne, 5. markiz Bath | 1924           |
| Kapitan Gentelmen-at-Arms                                       | George Villiers, 6. hrabia Clarendon | 1924           |
| Kapitan Ochotników Gwardii                                      | Hylton Jolliffe, 3. baron Hylton | 1924           |
| Lord-in-waiting                                                 | Arthur Annesley, 11. wicehrabia Valentia Savile Crossley, 1. baron Somerleyton Orlando Bridgeman, 5. hrabia Bradford George Bingham, 5. hrabia Lucan James Harris, 5. hrabia Malmesbury Arnold Keppel, 8. hrabia Albemarle | 1924           |